# Anthem of the Seas
Anthem of the Seas (укр. Гімн морів) — круїзне судно класу Quantum , що перебуває у власності компанії «Royal Caribbean Cruises Ltd.» та експлуатується оператором «Royal Caribbean International». Ходить під прапором Багамських островів із портом приписки в Нассау.

## Історія судна
Судно було закладене 20 листопада 2013 року на верфі «Meyer Werft» в Папенбурзі, Німеччина, під назвою проекту «Project Sunshine». Спуск на воду відбувся 20 лютого 2015 року. 10 квітня 2015 року судно здано в експлуатацію, а 22 квітня того ж року передано на службу флоту компанії-замовника й здійснило перший рейс.
На церемонії хрещення, що відбулася 20 квітня 2015 року у Саутгемптоні (Велика Британія), хрещеною мамою судна стала британський історик та публіцист Емма Вілбі. Перший рейс відбувся 22 квітня 2015 року зі Саутгемптона до узбережжя Франції та Іспанії. З часу введення в експлуатацію лайнер здійснив ряд круїзів у Середземномор'ї, Північній Європі, навколо Канарських островів, Канади та у Карибському басейні.